# Ayumi of AYUMI〜35th Anniversary Best 完全版
『Ayumi of AYUMI〜35th Anniversary Best 完全版』（アユミ・オブ・アユミ・サーティフィフス・アニバーサリー・ベスト・かんぜんばん）は中村あゆみ7枚目のベスト・アルバム。2019年7月31日、ワーナーミュージック・ジャパンから発売。規格品番はWPCL-13067/8。

## 解説
中村のデビュー35周年記念盤はマイカルハミングバード在籍時に発売した全シングル表題曲（20枚のうち新歌詞・再録音の「Preious friend」と「Jin Jin Jin」新ヴァージョンを除いた18枚）をシングル・ヴァージョン・2019年最新デジタルリマスターにて収録。他に中村が選曲したアルバム収録曲11曲と最新シングル「風になれ」新ヴァージョンを加えた全32曲。本作の初回生産盤は三方背BOX仕様・全面帯・帯裏ダブル・ジャケット仕様・写真集が同梱されている。

## 収録曲

### DISC.1
1. Midnight Kids （シングル・ヴァージョン）（3:23）
2. ぼくのスノビズム （シングル・ヴァージョン）（4:04）
3. 翼の折れたエンジェル（4:33）
4. A BOY （シングル・ヴァージョン）（6:14）
5. 真夜中にラナウェイ（4:40）
6. ちょっとやそっとじゃCan't Get Love（3:59）
7. ONE HEART（4:23）
8. Rolling Age （シングル・ヴァージョン）（4:55）
9. Still（4:47）
10. Only You （シングル・ヴァージョン）（5:08）
11. ともだち（4:31）
12. メインストリート （シングル・ヴァージョン）（5:18）
13. LIKE A FIRE（5:14）
14. It's All right （シングル・ヴァージョン）（6:25）
15. BROTHER（4:14）
16. HERO （シングル・ヴァージョン）（4:32）

### DISC.2
1. Jin Jin Jin （リミックス・ニュー・ダンス・ヴァージョン）（5:23）
2. LADY BOOGIE（5:00）
3. MIDNIGHT HALLELUJAH（4:16）
4. やせっぽっちのジョニーE.（5:00）
5. 金曜日のバレリーナ（4:37）
6. Smalltown Girl（3:37）
7. 長い夜（5:36）
8. カレンダーガール（5:31）
9. MIDNIGHT HIGHWAY（5:42）
10. 悲しみの詩（3:42）
11. ひと握りの勇気（4:56）
12. ひまわり（5:00）
13. 紬 -tsumugi-（4:39）
14. アジアの海賊（4:38）
15. 風になれ～The King to the World（プロレスラー鈴木みのる入場テーマ曲4代目ヴァージョン【現在の会場使用音源】）（4:55）
16. Precious friend （新歌詞・ニュー・ヴァージョン）（4:23）